# 사무라이 참프루
사무라이 참프루(SAMURAI CHAMPLOO; サムライチャンプルー)는 맹글로브(Manglobe) 원작의 일본 텔레비전 애니메이션이다.